# لودویگ نور
لودویگ نور (آلمانی: Ludwig Knorr) (۲ دسامبر ۱۸۵۹ – ۴ ژوئن ۱۹۲۱) یک شیمی‌دان اهل آلمان بود. او و کارل پال (به انگلیسی: Carl Paal) به طور مستقل موفق به ابداع روشی برای سنتز ترکیبات ناجور حلقه شدند که امروزه به نام روش سنتز پال–نور شناخته می‌شود. همچنین روش‌های سنتز کینولین نور و سنتز پیرول نور به خاطر وی نام‌گذاری شده‌اند. او همچنین موفق شد راهی برای سنتز داروی مسکن فناوزن (آنتی‌پایرین) بیابد. به این ترتیب فنازون به اولین داروی سنتزی تبدیل شد. 